# When Love Breaks Down
Singles de Prefab Sprout
"Don't Sing" "Faron Young"
When Love Breaks Down est un single  du groupe Prefab Sprout sorti en 1984 . C'est le premier single extrait de leur album "Steve McQueen" . Le single n'a pas été classé mais il est ressorti en 1985  où il a atteint la 25e place du UK Singles Chart.